# Marquettia americanus
Marquettia americanus là một loài côn trùng trong họ Nemopteridae thuộc bộ Neuroptera. Loài này được Cockerell miêu tả năm 1907.